# Azelastină
Azelastina este un antihistaminic H1 derivat de ftalazină, de generația a 2-a, fiind utilizat în tratamentul alergiilor de la nivel ocular, precum conjunctivita alergică, dar și la nivel nazal, precum rinita alergică.
Molecula a fost patentată în anul 1971 și a fost aprobată pentru uz medical în anul 1986. Este disponibil ca medicament generic.

## Utilizări medicale
Azelastina este utilizată ca tratament simptomatic în:
- conjunctivită alergică sezonieră și nesezonieră[12]
- rinită alergică sezonieră și nesezonieră[11]

## Reacții adverse
Poate produce iritații ale mucoasei nazale sau iritație oculară, depinzând de calea de administrare.